# Тінарло (село)
Тінарло (нід. Tynaarlo) — село в нідерландській провінції Дренте. Входить до однойменного муніципалітету Тінарло.
Його населення станом на 2021 рік складало 1 785 осіб.
Перша згадка про населений пункт датується 1206 роком.

## Галерея

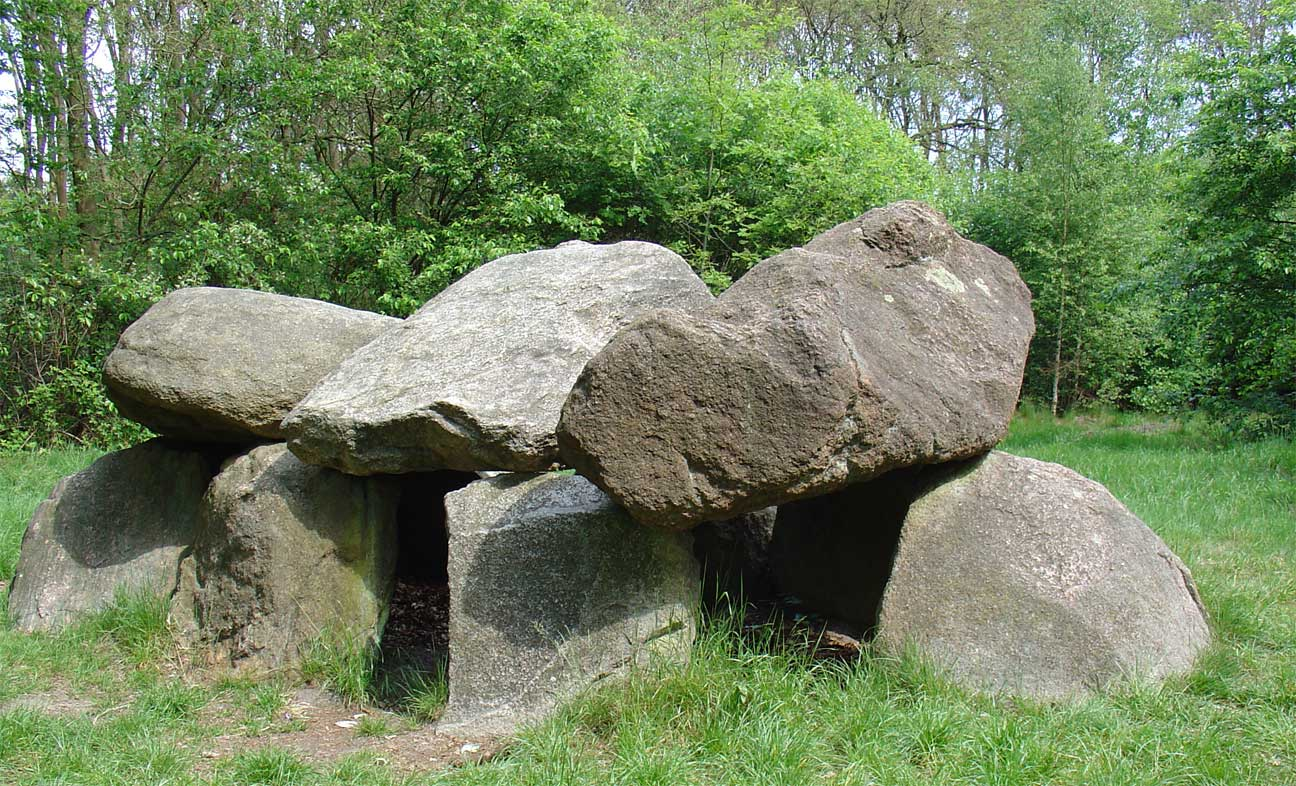
Дольмен D6